# Moraea linderi
Moraea linderi là một loài thực vật có hoa trong họ Diên vĩ. Loài này được Goldblatt miêu tả khoa học đầu tiên năm 1982 publ. 1983.